# Timbora Malbachow
Timbora Kubatijewicz Malbachow (ros. Тимбора Кубатиевич Мальбахов, ur. 18 listopada 1917 w obwodzie terskim, zm. 20 września 1999 w Nalczyku) – radziecki działacz partyjny narodowości kabardyjskiej.

## Życiorys
Uczył się w technikum agromelioracyjnym, 1940 ukończył Ordżonikidzewski Instytut Rolniczy, od lipca do listopada 1940 był starszym agronomem i dyrektorem stanicy maszynowo-traktorowej w Czeczeńsko-Inguskiej ASRR. Od listopada 1940 do 1946 żołnierz Armii Czerwonej, uczestnik wojny z Niemcami, od 1942 w WKP(b), od lutego do grudnia 1946 zastępca kierownika Wydziału Rolnego Kabardyjskiego Komitetu Obwodowego WKP(b), od grudnia 1946 do lutego 1949 I sekretarz Kubińskiego Komitetu Rejonowego WKP(b) w Kabardyjskiej ASRR, od lutego 1949 do kwietnia 1952 sekretarz Kabardyjskiego Komitetu Obwodowego WKP(b). Od kwietnia 1952 do stycznia 1957 przewodniczący Prezydium Rady Najwyższej Kabardyjskiej ASRR, od grudnia 1956 do 15 października 1985 I sekretarz Kabardyjskiego/Kabardyno-Bałkarskiego Komitetu Obwodowego KPZR, od 31 października 1961 do 25 lutego 1986 zastępca członka KC KPZR, od października 1985 na emeryturze. Deputowany do Rady Najwyższej ZSRR od 3 do 11 kadencji.

## Odznaczenia
- Order Lenina (czterokrotnie)
- Order Czerwonego Sztandaru Pracy
- Order Wojny Ojczyźnianej I klasy
- Order Wojny Ojczyźnianej II klasy
- Order Czerwonej Gwiazdy